# My Dad Wrote a Porno
My Dad Wrote a Porno är ett brittiskt poddradioprogram med Jamie Morton, James Cooper och Alice Levine. I varje avsnitt läser Morton ur sin fars erotiska amatörroman Belinda Blinked och kommenterar den tillsammans med Cooper och Levine.  Podden har blivit uppmärksammad internationellt och har mer än 430 miljoner lyssnare världen över. I november 2022 bekräftade podden och BBC, som kallar den en av Storbritanniens mest framgångsrika poddar, att serien slutar i december samma år där pappan Rocky Flinstone själv även medverkar i ett av de sista avsnitten. De lovade dock att det inte är slutet på varumärket.

## Belinda Blinked
Belinda Blinked är Mortons fars erotiska roman, skriven under författarnamnet Rocky Flintstone och handlar om Belinda Blumenthal från England som får jobb inom ”gryt- och stekpannebranschen”. Bokserien handlar om hennes sexiga äventyr inom köksredskapsleverantören Steele’s Pots and Pans. År 2016 gav Quercus Publishing ut en fysisk kopia av boken.

## Övrig media
My Dad Wrote a Porno hade år 2018 premiär med sin världsturné och var bland annat på Cirkus i Stockholm där de läste ur kapitlet The Lost Chapter inför publik. Den 11 maj 2019 hade podden premiär med en egen special på HBO.